# Besy
Biesy (em russo:  Бесы) (Os Demônios (português brasileiro) ou Os Possessos (português europeu)) é um romance publicado em 1872 pelo escritor russo Fiódor Dostoiévski.

## Análise da obra
Biesy é um livro escrito por Fiodor Dostoiévski em 1872.
A Obra foi motivada por um episódio verídico: o assassinato do estudante I. I Ivanov pelo grupo niilista liderado por Sergey Nechayev em 1869. Ao recriar ficcionalmente esse evento, o escritor cria uma das suas maiores obras, à altura de Crime e Castigo. Besy é um estudo profundo do pensamento político, social, filosófico e religioso de seu tempo.
O narrador, ao mesmo tempo que observa a ação, participa dela, pois é um personagem contando a estranha história que aconteceu em sua cidade no interior da Rússia.
Ele, o narrador, narra a história do professor aponsentado Stiepan Trofímovitch, que possui estranhos laços de amizade com uma viúva muito rica da sua cidade, Varvara Pietrovna. Aos poucos a cidade é tomada por estranhos acontecimentos conspiratórios, principalmente com a chegada de Piotr Stiepanovitch, filho de Stiepan Trofímovitch,  e com Nikolai Stavróguin, filho de Varvara Pietrovna. Esses acontecimentos são projetados por uma organização niilista e terrorista, chefiada por esses dois personagens, que trazem consigo acontecimentos trágicos que marcarão a todos os envolvidos.
Ao longo do livro somos apresentados a diversos personagens com ideias bastante claras. Nas ideias de Kirillov podemos perceber a base do pensamento de Nietzsche e Zaratustra ao demonstrar como deve ser o super-homem. E no drama de personagens como Piotr Stiepanovitch e Chiagaliov podemos perceber prenúncio de ideias cruéis e fanáticas.
O drama central no livro é de Stiepan Trofímovitch. Ao mesmo tempo em que ele tenta ser um revolucionário e um intelectual, acaba sendo visto como um tolo: ele percebe que há algo errado com aquela sociedade, contudo, permanece mortificado por não saber como sair daquela situação imposta pela organização e por se sentir tão culpado pelo que está acontecendo.
O livro, ademais, desmascara tanto as organizações idealistas que ainda permanecem vivas, como o terrorismo, quanto o enorme perigo de se transformar ideias niilistas em grandes ideais utópicos. É antes de tudo um aviso para aqueles que, pretendendo mudar o mundo, acabam eles mesmos se transformando em assassinos e nos supostos "demônios" ou "possessos" que tanto pretendem, a princípio, combater e destruir.

## Personagens
Em Besy o personagem Chatov encarna a eslavofilia e Kirillov o ocidentalismo.